# 最近，妹妹的樣子有點怪？
《最近，妹妹的樣子有點怪？》是日本漫畫家松沢まり創作的日本漫畫作品。於《月刊Dragon Age》2010年12號開始連載，2016年完結，單行本全11冊。
2014年1月開始播放電視動畫。2014年5月上映真人电影版。

## 故事簡介
隨著雙方父母再婚，神前夕哉和神前美月成為兄妹，兩人的關係並不融洽。
某日，美月被行經天橋時被自稱壽日和的幽靈推倒，清醒後發現自己被裝上了名為「TST」的貞操帶。日和表示自己喪失記憶，只知道自己死於車禍，而未能升天的原因是對暗戀對象夕哉念念不忘，必須透過與夕哉親密互動，讓TST上的滿足度計量器達到頂點，才能達成願望並跨過「天之門」升天轉世。日和聲稱計量器過低時美月也有生命危險，因此美月不得不協助。
在那之後，日和不時強行附身美月，試圖色誘夕哉以提升他對自己的好感，雖然經常適得其反，但卻促進了夕哉和美月的關係，也讓美月解開了對母親的心結。因為美月被附身前後的性格差異甚大，也讓夕哉誤以為美月有雙重人格。另一方面，與夕哉是青梅竹馬的桐谷雪那在與夕哉重逢之後表現出對他的愛意，由於雪那具通靈體質，她發現日和的存在，並將此事告知夕哉。
在新年參拜並許願後，美月回到與日和相遇的天橋，遇到日和照顧的白貓。白貓讓美月觀看了日和的記憶，並表示日和的靈魂是生靈，所謂「升天」的考驗實際是讓日和「生存」的考驗。透過這些記憶，日和、夕哉、雪那和美月得知四人從小便是玩伴，後來體弱多病的日和為了治病而搬家，在她得知夕哉和美月將成為兄妹後心生忌妒，卻在尋找夕哉的過程中因車禍而昏迷，並透過許下與夕哉相愛的願望而成為生靈，當初將美月推下天橋也是為了奪舍。美月也得知自己在被推下天橋時，和日和一樣向天橋旁的石碑許下希望一家和樂願望。
為了讓日和盡早升天，夕哉和被附身的美月將對方模擬成戀人，雖然這一度讓日和心滿意足，但在她發現這會讓自己與夕哉分離後，便沉眠於徬徨靈魂所待的「奈洛之海」中昏迷不醒。為了拯救日和，美月和夕哉進入奈洛之海，消除了她的不安，並讓她展現出生存的意志。在下定決心跨過「天之門」後，日和（本名子瑞希）在醫院中清醒，並在不久後與夕哉和美月重逢。

## 登場人物

### 主要人物
神前美月（Kanzaki Mizuki，聲：橋本千波）
就讀美櫻高中1年A班，身高156cm，三圍B76、W55、H78。母親再婚後成為夕哉的繼妹，舊姓「明坂」。親生父親是位有暴力傾向，愛賭博，拈花惹草的男性，後拋棄其母。原本對夕哉态度冷淡，经过一段时间生活后慢慢有些改善。
神前夕哉（Kanzaki Yuuya，聲：間島淳司、Lynn【童年時期】）
美櫻高中2年級生。親生母親在懂事前過世，父親再婚後成為美月的繼兄。
壽日和（Kotobuki Hiyori）/子瑞希（Ko Mizuki，聲：小倉唯）
附在美月身上的幽靈。生前在天橋下路口中發生事故並失去記憶。「壽日和」不是本名，而是從故事書中取得靈感所改的。最终通过了考验的大门，本人从昏迷中恢复。
桐谷雪那（Kiritani Yukina，聲：金元壽子）
美櫻高中3年級生，身高163cm，三圍B95、W63、H85。夕哉青梅竹馬的義姐。小時候曾搬家，現搬到神前家的旁邊。能看見日和及交換身體後變成幽靈的美月（从小就能看到幽灵）。幼年時曾和祖父學習劍道，外貌性格和男生一模一樣，長大後變得非常有女人味，自称是为了夕哉才改变的。被日和稱為「大奶女」。喜欢夕哉，小时候常和夕哉一起洗澡。

### 配角
鳥井正太郎（Torii Shōtarō，聲：内匠靖明）
夕哉的同班同學。經常拿寫真集給夕哉看，有著「義妹最萌」的想法，總是與妹妹萌亞吵架。
根子（Neko，聲：佐佐木未來）
夕哉的同班同學。真實身分是日和最愛的一隻白貓，目睹日和出車禍，之後就一直停留在車禍現場直到精力用盡死去。被天神化身為人形以協助日和及神前美月。
橘彩花（Tachibana Ayaka，聲：田中真奈美）
美月的同班同學。短髮，活潑的少女。田徑部部員。
神前哲哉（Kanzagi Tetsuya，聲：青山穰）
夕哉的親生父親，故事初始時被派到印度蓋橋樑。
神前香子（聲：伊藤美紀）
美月的親生母親。曾在水族館工作，過去和雪那認識。故事初始時陪同丈夫一起到印度。
明坂七海（Akesaka Nanami，聲：佐久間紅美）
美月的阿姨，香子的妹妹，住在神前家，於編輯部工作。
鳥井萌亞（Torii Moa，聲：愛美）
中學2年級生。鳥井的妹妹。對人很有禮貌，只對哥哥態度嚴厲。
桐谷豪雪（Kiritani Gousetsu）
雪那的祖父，與雪那同樣有強烈靈感體質，看得到日和。

## 出版
| 卷數 | 富士見書房                  | 富士見書房                                                        | 台灣角川       | 台灣角川               |
| 卷數 | 初版發售日期                | ISBN                                                              | 初版發售日期   | ISBN                   |
| ---- | --------------------------- | ----------------------------------------------------------------- | -------------- | ---------------------- |
| 1    | 2011年8月9日                | ISBN 978-4-04-712742-5                                            | 2012年11月1日  | ISBN 978-986-325-010-4 |
| 2    | 2012年1月7日                | ISBN 978-4-04-712774-6                                            | 2012年11月21日 | ISBN 978-986-325-064-7 |
| 3    | 2012年6月9日                | ISBN 978-4-04-712805-7                                            | 2013年3月15日  | ISBN 978-986-325-278-8 |
| 4    | 2012年12月9日               | ISBN 978-4-04-712843-9                                            | 2013年6月27日  | ISBN 978-986-325-456-0 |
| 5    | 2013年6月8日                | ISBN 978-4-04-712878-1                                            | 2014年1月15日  | ISBN 978-986-325-775-2 |
| 6    | 2013年12月25日 2014年1月9日 | ISBN 978-4-04-712887-3（限定版） ISBN 978-4-04-712995-5（普通版） | 2014年5月21日  | ISBN 978-986-325-941-1 |
| 7    | 2014年6月30日 2014年7月9日  | ISBN 978-4-04-070018-2（限定版） ISBN 978-4-04-070255-1（普通版） | 2015年1月24日  | ISBN 978-986-366-340-9 |
| 8    | 2015年2月6日                | ISBN 978-4-04-070501-9                                            | 2015年8月12日  | ISBN 978-986-366-674-5 |
| 9    | 2015年7月9日                | ISBN 978-4-04-070633-7                                            | 2016年4月13日  | ISBN 978-986-473-029-2 |
| 10   | 2016年1月9日                | ISBN 978-4-04-070801-0                                            | 2017年5月12日  |                        |
| 11   | 2016年7月9日                | ISBN 978-4-04-070953-6                                            | 2017年5月12日  |                        |

### 外傳
いや、かなりアブない学園祭
作者：みかづき紅月 原作・插圖：松沢まり
| 卷數 | 富士見書房    | 富士見書房             |
| 卷數 | 初版發售日期  | ISBN                   |
| ---- | ------------- | ---------------------- |
| 1    | 2014年1月18日 | ISBN 978-4-04-070012-0 |

## 電視動畫
因TST的設計較為暴露，電視動畫版中，改成以心型大鎖遮擋，而DVD（BD）版則去除遮擋。

### 製作人員
- 監督：畑博之
- 系列構成：倉田英之
- 角色設計：鈴木大
- 總作畫監督：鈴木大、谷口元浩
- 道具設計：中川洋未
- 色彩設計：鈴木
- 美術監督：田邊浩子
- 美術設定：成田偉保
- 攝影監督：廣岡岳
- 音響監督：本山哲（日语：本山哲 (音響監督)）
- 音樂：中西亮輔（日语：中西亮輔）
- 音樂製作：Lantis
- 製片人：中村誠、田中信作、臼井久人、文宣惠、岩下由希惠
- 製作監製：糀谷智司
- 動畫製作人：里見哲朗
- 動畫製作：project No.9
- 製作：「妹有點。」製作委員會

### 主題曲
片頭曲
作詞：，作曲、編曲：高田曉
主唱：神前美月（橋本千波）、壽日和（小倉唯）、桐谷雪那（金元壽子）
片尾曲「Charming Do！」
作詞：磯谷佳江，作曲、編曲：奧井康介，主唱：小倉唯

### 劇集列表
次回預告中所有出現的人物將會由該話擔任預告旁白的聲優配音。
| 話數           | 日文標題       | 中文標題                | 劇本     | 分鏡                           | 演出                | 作畫監督                                     | 總作畫監督       | 次回預告   |
| -------------- | -------------- | ----------------------- | -------- | ------------------------------ | ------------------- | -------------------------------------------- | ---------------- | ---------- |
| 第1話          |                | 美月SOS                 | 倉田英之 | 畑博之                         | 畑博之              | 鈴木大、谷口元浩                             | 鈴木大           | 間島淳司   |
| 第2話          |                | 在暴風雨中閃耀光輝      | 倉田英之 | 日色如夏                       | 日色如夏            | 平牧大輔、谷圭司                               | 鈴木大           | 橋本千波   |
| 第3話          |                | 豐滿的果實              | 倉田英之 | 久米一成                       | 松村康弘            | 宮田瑠美                                     | 谷口元浩         | 青山穰     |
| 第4話          |                | Heartcatch小日和        | 倉田英之 | 畑博之、柴田彰久               | 柴田彰久            | 谷口元浩                                     | 谷口元浩         | 金元壽子   |
| 第5話          |                | 糟糕的異形基地          | 倉田英之 | 平牧大輔                       | 岩田和也            | 平牧大輔                                     | 鈴木大           | 伊藤美紀   |
| 第6話          |                | 哇！幽靈人類            | 倉田英之 | 小林敦                         | 小林敦              | 服部憲知、山口飛鳥                           | 谷口元浩         | 愛美       |
| 第7話          |                | 摸索吧？部活劇          | 倉田英之 | 畑博之                         | 保谷武藏            | 日高真由美、武田薰                           | 鈴木大           | 佐佐木未來 |
| 第8話          |                | 只有兩人的水族館        | 倉田英之 | 佐佐木真哉                     | 佐佐木真哉 松村康弘 | 服部憲知、宮田瑠美                           | 谷口元浩         | 内匠靖明   |
| 第9話          |                | Battle Heater＆料理鐵人 | 倉田英之 | 上原秀明                       | 上原秀明            | 手島勇人、鳥山冬美                           | 谷口元浩         | 田中真奈美 |
| 第10話         |                | 神前美月想平靜度日      | 倉田英之 | 杉山慶一                       |                     | NAM HYUNSIN PARK INAM KIM BONGDUK            | 鈴木大、谷口元浩 | 小倉唯     |
| 第11話         |                | 幽靈～入浴的幻境～      | 倉田英之 | 深澤學 平牧大輔 小林敦（協力） | 岩田和也 平牧大輔   | 谷口元浩、中川洋未 櫻井司、鈴木彩乃 小林明美 | 谷口元浩         | 全部配音員 |
| 第12話         |                | 再見了日和              | 倉田英之 | 畑博之                         | 畑博之              | 武內啟、武田薰 日高真由美、原友樹            | 鈴木大、谷口元浩 | 不適用     |
| 第13話 （OVA） |                | 萌亞的初戀記憶？        | 倉田英之 | 室井富美江                     | 平牧大輔            | IM CHE DUC、相坂直紀                         | 鈴木大、谷口元浩 | 不適用     |
| 第13話 （OVA） | 第16年的聖誕節 |                         | 倉田英之 | 室井富美江                     | 平牧大輔            | IM CHE DUC、相坂直紀                         | 鈴木大、谷口元浩 | 不適用     |

### 播放電視台
日本深夜動畫：下文記載的日本国内播放時間使用日本標準時間（UTC+9）表示。因為部分時間标识會採用30小时制，因此請留意这类超过24:00的时间，其實際播放時間為翌日清晨。
| 播放地區 | 播放電視台 | 播放日期              | 播放時間（UTC+9）         | 所屬聯播網 | 備註           |
| -------- | ---------- | --------------------- | ------------------------- | ---------- | -------------- |
| 兵庫縣   | SUN電視台  | 2014年1月4日－1月25日 | 星期六 22時30分－23時00分 | 獨立UHF局  | 第1話－第4話   |
| 兵庫縣   | SUN電視台  | 2014年2月1日－3月22日 | 星期六 26時00分－26時30分 | 獨立UHF局  | 第5話－第12話  |
| 東京都   | TOKYO MX   | 2014年1月4日－1月25日 | 星期六 22時30分－23時00分 | 獨立UHF局  | 第1話－第4話   |
| 東京都   | TOKYO MX   | 2014年2月4日－3月25日 | 星期二 25時30分－26時00分 | 獨立UHF局  | 第5話－第12話  |
| 日本全國 | AT-X       | 2014年1月5日－3月23日 | 星期日 20時30分－21時00分 | 衛星電視   |                |
| 日本全國 | BS11       | 2014年1月9日－3月27日 | 星期四 27時00分－27時30分 | 衛星電視   | 『ANIME+』節目 |

### 藍光／DVD
| 卷數 | 發售日        | 收錄話         | 規格編號   | 規格編號  |
| 卷數 | 發售日        | 收錄話         | 藍光初回版 | DVD初回版 |
| ---- | ------------- | -------------- | ---------- | --------- |
| 1    | 2014年3月26日 | 第1話－第2話   | MFXN-0019  | MFBN-0013 |
| 2    | 2014年4月25日 | 第3話－第4話   | MFXN-0020  | MFBN-0014 |
| 3    | 2014年5月28日 | 第5話－第6話   | MFXN-0021  | MFBN-0015 |
| 4    | 2014年6月25日 | 第7話－第8話   | MFXN-0022  | MFBN-0016 |
| 5    | 2014年7月30日 | 第9話－第10話  | MFXN-0023  | MFBN-0017 |
| 6    | 2014年8月27日 | 第11話－第12話 | MFXN-0024  | MFBN-0018 |

### 动画审查事件
2014年1月28日，日本放送倫理番組向上機構召开第153次审查会议，对「最近，妹妹的樣子有點怪？」进行放送审议。原因是其接到投诉称「在22点时间段大量播放女子高中生自慰场景」。次日，節目組宣布将播放時間由原来的周六22点30分更变到属于深夜动画时间段的周二25点30分。

## 电影
於2014年5月17日在日本上映的改編真人電影，分級為R18+。

### 演員
- 神前美月：橋本甜歌
- 神前夕哉：小林勇吉（日语：小林ユウキチ）
- 壽日和：三井麻由（日语：三井麻由）
- 桐谷雪那：矢野未夏（日语：矢野未夏）
- 橘彩花：穐田和恵
- 神前香子：葉山麗子

## 外部連結
- http://www.fujimishobo.co.jp/sp/201108imocho/ （页面存档备份，存于） （日語）
- 電視動畫官方網站 （页面存档备份，存于） （日語）
- 電視動畫妹有點官方的X（前Twitter） （日語）
- 台灣角川KADOKAWA 最近，妹妹的樣子有點怪？（1） （页面存档备份，存于） （繁體中文）